# Скарбка
Скарбка (пол. Skarbka) — село в Польщі, у гміні Балтув Островецького повіту Свентокшиського воєводства.
Населення — 286 осіб (2011).
У 1975-1998 роках село належало до Келецького воєводства.

## Демографія
Демографічна структура на день 31 березня 2011 року:
|          | Загалом | Допрацездатний вік | Працездатний вік | Постпрацездатний вік |
| -------- | ------- | ------------------ | ---------------- | -------------------- |
| Чоловіки | 145     | 39                 | 94               | 12                   |
| Жінки    | 141     | 35                 | 72               | 34                   |
| Разом    | 286     | 74                 | 166              | 46                   |